# Johan Otto Hagström
Johan Otto Hagström, född 24 juni 1716 på Frösön, död 12 mars 1792 i Linköping, var en svensk läkare och en av Linnés lärjungar.

## Biografi
Hagström blev 1737 student vid Uppsala universitet, bedrev under en tid privatundervisning, och blev 1749 medicine doktor. Samma år gjorde han med statligt understöd en resa genom Jämtland och dess lappmarker, samt utgav sedan Beskrifning öfver Jemtland (1751). År 1752 förestod han lektorstjänsten i matematik vid Härnösands gymnasium, var därefter läkare hos presidenten friherre Broman och 1754–1785 provinsialläkare i Östergötland. Där riktade han sin uppmärksamhet till landskapets allmänna hushållning, samt avgav däröver 1757 en värdefull berättelse till Sundhetskommissionen. På grund av sitt stora intresse för naturalhistorien undervisade han vid Linköpings gymnasium utan betalning i detta ämne, och sysselsatte sig själv med egen forskning om detta. För sina avhandlingar om biodling (Pan Apum, 1768; andra upplagan 1774, Svar på Vetenskapsakademiens fråga om biskötsel, 1773 m.fl.) fick han två gånger pris av Vetenskapsakademien, i vars handlingar och i tidningar han publicerade ett antal naturhistoriska upptäckter.

## Familj
Johan Otto Hagström gifte sig 1755 med Maria Beata  Liljeblad. Han var farbror till Anders Johan Hagströmer.